# Santa Maria (Estremoz)
Santa Maria era uma das duas freguesias urbanas do município de Estremoz, com 63,3 km² de área e 6 284 habitantes (2011). Densidade: 99,3 hab/km².
Era uma das poucas freguesias portuguesas territorialmente descontínuas, assumindo essa descontinuidade uma forma única no contexto português: por um lado, coisa raríssima em Portugal, resultava da existência, bem no seu interior, de um enclave (cerca de 80 vezes mais pequeno do que o seu território) correspondente à totalidade da antiga freguesia de Santo André, esta coincidente com a antiga cidade muralhada de Estremoz; por outro lado, coisa única em Portugal, esta freguesia de Santa Maria tinha um contra-enclave, isto é, um exclave que funcionava como um enclave dentro da freguesia de Santo André, concretamente, o próprio Castelo de Estremoz, que, estando dentro da cidade muralhada (logo, dentro dos limites da antiga freguesia-enclave de Santo André), pertencia de facto à freguesia de Santa Maria que em tudo o resto circundava aquela.
Foi extinta em 2013, no âmbito da reforma administrativa nacional desse ano, para, em conjunto com Santo André, formar uma nova freguesia denominada União das Freguesias de Estremoz (Santa Maria e Santo André), desta forma acabando o único contra-enclave existente em Portugal.

## População

Antigas freguesias que deram origem União das Freguesias e Estremoz (Santa Maria e Santo André).

| População da freguesia de Estremoz (Santa Maria) | População da freguesia de Estremoz (Santa Maria) | População da freguesia de Estremoz (Santa Maria) | População da freguesia de Estremoz (Santa Maria) | População da freguesia de Estremoz (Santa Maria) | População da freguesia de Estremoz (Santa Maria) | População da freguesia de Estremoz (Santa Maria) | População da freguesia de Estremoz (Santa Maria) | População da freguesia de Estremoz (Santa Maria) | População da freguesia de Estremoz (Santa Maria) | População da freguesia de Estremoz (Santa Maria) | População da freguesia de Estremoz (Santa Maria) | População da freguesia de Estremoz (Santa Maria) | População da freguesia de Estremoz (Santa Maria) | População da freguesia de Estremoz (Santa Maria) |
| ------------------------------------------------ | ------------------------------------------------ | ------------------------------------------------ | ------------------------------------------------ | ------------------------------------------------ | ------------------------------------------------ | ------------------------------------------------ | ------------------------------------------------ | ------------------------------------------------ | ------------------------------------------------ | ------------------------------------------------ | ------------------------------------------------ | ------------------------------------------------ | ------------------------------------------------ | ------------------------------------------------ |
| 1864                                             | 1878                                             | 1890                                             | 1900                                             | 1911                                             | 1920                                             | 1930                                             | 1940                                             | 1950                                             | 1960                                             | 1970                                             | 1981                                             | 1991                                             | 2001                                             | 2011                                             |
| 1 837                                            | 2 107                                            | 2 150                                            | 2 108                                            | 2 760                                            | 2 908                                            | 3 179                                            | 3 856                                            | 4 477                                            | 4 565                                            | 4 280                                            | 5 094                                            | 4 744                                            | 6 033                                            | 6 284                                            |

## Ordenação heráldica
- Brasão: Escudo de ouro, torre quadrangular de vermelho, realçada do campo, entre dois escudetes antigos de azul, carregado cada um de onze besantes de prata; em chefe, cruz da Ordem de Avis. Coroa mural de prata de três torres. Listel branco, com a legenda em maiúsculas a negro: “ ESTREMOZ – SANTA MARIA “.
- Selo: Nos termos da lei, com a legenda: "Junta de Freguesia de Santa Maria - Estremoz".
- Bandeira: Verde. Cordão e borlas de ouro e verde. Haste e lança de ouro.

## Actividades económicas
Indústria, agricultura, comércio e serviços e pecuária.

## Património
Monumentos Nacionais:
- Castelo de Estremoz, muralhas e Torre das Couraças e Capela da Rainha Santa no castelo
- Capela de Nossa Senhora dos Mártires
- Torre das Três Coroas (Torre de Menagem)
- Porta militar de Santo António
- Porta Militar de Santa Catarina
- Porta militar dos Currais
- Porta Militar de Évora
- Casa do Alcaide-Mor, ou Antiga Casa da Câmara
- Palácio de Dom Dinis

Imóveis de interesse público ou em vias de classificação:
- Igreja de Santa Maria ou Igreja Matriz de Estremoz
- Paços da Audiência de D. Dinis
- Ermida de Nossa Senhora da Conceição ou Capela de Nossa Senhora da Conceição
- Capela da Rainha Santa Isabel
- Capela de São Lázaro (ruínas)
- Capela de Nossa Senhora da Cabeça (ruínas)
- Igreja de Nossa Senhora da Conceição (Estremoz)

## Alojamentos e Turismo
- Pousada Rainha Santa Isabel
- Hotel Gato
- Monte dos Pensamentos - Turismo rural
- Pátio dos Solares
- Restaurante/Pensão "Alentejano"